# Noob csapat
A Noob csapat (eredeti cím: Noobees) 2018 és 2020 között vetített kolumbiai televíziós drámasorozat, amelyet William Barragán rendezett. A főbb szerepekben Michelle Olvera, Andrés de la Mora, María Jose Vargas, Lion Bagnis és Ilenia Antonini látható.
Kolumbiában a Nickelodeon mutatta be 2018. szeptember 17-én. Magyarországon 2019. április 22-én mutatta be a Nickelodeon.

## Ismertető
Első évad: Silvia (Michelle Olvera) az öccse, Erick kérésére csatlakozik a Méhekhez (egy gamer csapathoz). Ekkor még nem is sejti,hogy mi vár rá... Például: avatarizálódni kezd, majd az utolsó részben belép a játékba, hogy ezt megállítsa és megmentse Mattet és Mateót, de amikor belép véletlenül David is bekerül. Kimenekülnek Pixie segítségével, de már túl későn, így el kell pusztítaniuk az Elveszett várost.
Második évad: Az Elveszett városból szabadult Game Over bosszúszomjas. Megbíz öt avatart (Athinát, Roccót, Melvint, Jackiet és Oritcót) hogy tegyék tönkre Silvia életét. Először Athina hipnotizálja Davidot, hogy Silvi szakítson vele... De időkőzben többször is leleplezik őket... Először Ruth, de megígéri, hogy nem mondja el senkinek. Majd Matteo Roccót, de Game megszálja Mateo testét, így nem tudja meg más a titkot. Game Overt végül legyőzik (Pixie önfeláldozásával) és az egész emberiség megmenekül és Silvia kibékül Daviddal, és így újra együtt járnak.

## Szereplők

### Főszereplők
| Szereplő                         | Színész           | Magyar hang       | Évadok |
| -------------------------------- | ----------------- | ----------------- | ------ |
| Silvia Rojas                     | Michelle Olvera   | Jelinek Éva       | 1–2.   |
| David Orduz                      | Andrés de la Mora | Baráth István     | 1–2.   |
| Ruth Olivera                     | María José Vargas | Györke Laura      | 1–2.   |
| Matt Montero "Mister M"          | Lion Bagnis       | Timon Barna       | 1.     |
| Tania Botero                     | Ilenia Antonini   | Pekár Adrienn     | 1.     |
| Pablo Botero                     | Kevin Bury        | Czető Ádám        | 1.     |
| Erick Rojas                      | Brandon Figueredo | Bogdán Gergő      | 1–2.   |
| Laura Calles                     | Clara Tiezzi      | Laudon Andrea     | 1–2.   |
| Roberta Barrios                  | Karol Saavedra    | Vida Sára         | 1–2.   |
| Liliana (Lili)                   | Megumi Hasebe     | Dancsó Barbara    | 1–2.   |
| Nicholas (Niko)                  | Andy Munera       | Ifj. Boldog Gábor | 1–2.   |
| Kevin Orlando Núñez Gómez (Kong) | Felipe Arcila     | Czető Roland      | 1–2.   |
| Norah                            | Camila Pabón      | Világi Vanessa    | 1–2.   |
| Rufino                           | Sergio Herrera    | Nagy Gereben      | 1–2.   |
| Rocco                            | Julian Cerati     | Baradlay Viktor   | 2.     |
| Athina                           | Karlis Romero     | Csuha Bori        | 2.     |
| Melvin                           | Luis Giraldo      | N/A               | 2.     |
| Jackie                           | Mafe Marin        | Hermann Lilla     | 2.     |
| Kosnika                          | Juanis Molina     | Andrádi Zsanett   | 2.     |
| Kral                             | Carlos Baez       | Bor László        | 2.     |
| Oritzó                           | Michelle Orotzo   | N/A               | 2.     |
| Trueno                           | Alejandro Hidalgo | N/A               | 2.     |
| Fernanda “Estrella”              | Gina Parra        | N/A               | 2.     |
| Nina                             | Isa Dominguez     | Nagy Katica       | 2.     |

### Mellékszereplők
| Szereplő           | Színész             | Magyar hang    | Évadok |
| ------------------ | ------------------- | -------------- | ------ |
| Héctor Rojas       | Luis Fernando Salas | Szatory Dávid  | 1–2.   |
| Roberto Barrios    | Óscar Rodo          | Vida Péter     | 1–2.   |
| Marina Gómez       | Nara Gutiérrez      | Németh Borbála | 1–2.   |
| Salma de Rojas     | Karen Martínez      | Ruttkay Laura  | 1–2.   |
| Mateo Montero      | Lugo Duarte         | Magyar Bálint  | 1–2.   |
| Emma de Montero    | Marisol Correa      | Erdős Borcsa   | 1.     |
| Game Over (Voz)    | Julián Beltran      | Varga Rókus    | 1–2.   |
| Game Over (Avatar) | Ian Valencia        | Varga Rókus    | 2      |
| Manuel professzor  | Manuel Prieto       | Ágoston Péter  | 1.     |

## Évados áttekintés
| Évad | Évad | Epizódok | Eredeti sugárzás     | Eredeti sugárzás  | Magyar sugárzás a -on | Magyar sugárzás a -on | Magyar sugárzás a -en | Magyar sugárzás a -en |
| Évad | Évad | Epizódok | Évadpremier          | Évadfinálé        | Évadpremier           | Évadfinálé            | Évadpremier           | Évadfinálé            |
| ---- | ---- | -------- | -------------------- | ----------------- | --------------------- | --------------------- | --------------------- | --------------------- |
|      | 1    | 60       | 2018. szeptember 17. | 2018. december 7. | 2019. április 22.     | 2020. január 3.       | TBA                   | TBA                   |
|      | 2    | 60       | 2020. március 2.     | 2020. július 31.  | 2021. január 18.      | TBA                   | 2021. január 13.      | 2021. április 6.      |